# الرغبة الشديدة في الطعام
إن الرغبة الشديدة في الطعام (وتسمى أيضا الجوع الانتقائي) هي رغبة شديدة في استهلاك طعام معين، وهي تختلف عن الجوع العادي. قد تكون هذه الرغبة أو لا تكون مرتبطة بجوع معين، الدافع لاستهلاك عناصر غذائية معينة تم دراستها جيدًا في الحيوانات. غالبًا ما تتصدر الشوكولاتة وحلويات الشوكولاتة، في الدراسات على الرغبة الشديدة في تناول الطعام، قائمة الأطعمة التي يقول الناس أنهم يتوقون إليها؛ يُشار إلى هذه الرغبة الشاذة باسم كوكوليزم(وهو الشخص المصاب بهذا المرض). ويطلق على الرغبة الشديدة في المواد غير الغذائية مثل الغذاء اسم بيكا(مثل الاشخاص الذين يأكلون الورق).

## الأسباب
لا يوجد تفسير واحد لهذه الرغبة، ومدى هذه التفسيرات يكون بسبب انخفاض مستوى السيراتونين والذي يؤثر بدوره على مركز المخ للشهية لإنتاج الأندروفين كنتيجة لإستهلاك الدهون والكربوهيدرات. الأطعمة التي تحتوى على نسب عالية من سكر الجلوكوز، مثل الشيكولاتة، تكون أكثر تكون أكثر رغبة من الأطعمة التي تحتوي على نسبة سكر أقل، مثل البروكلي، لأنه عندما يتفاعل الجلوكوز مع نظام مستقبلات الأفيون في الدماغ، يحدث تأثير مثير للإدمان.يشعر مستهلك الجلوكوز بالحاجة إلى إستهلاك المزيد من الجلوكوز، مثل الكحول، لأن الدماغ أصبح مشروطًا لإطلاق «الهرمونات السعيدة» في كل مرة يوجد فيها الجلوكوز. ترتبط الرغبة الشديدة لأنواع معينة من الطعام بمكوناتها. الشيكولاتة على سبيل المثال، تحتوي على الناقل العصبي الفينيليثيلامين، وهو أمر مهم لتنظيم إفراز الجسم للاندورفين. يتم إطلاق الإندورفين بعد الإجهاد ويؤدي إلى الشعور بالاسترخاء. التمرين والنوم هما طريقتان بديلتان للمساعدة في تسهيل إطلاق الإندورفين.

## الحمل
غالبًا ما تعاني النساء من الرغبة الشديدة في تناول الأطعمة غير العادية في أثناء الحمل. السبب في أن هذه الرغبة الشديدة تحدث ليست معروفة بشكل قاطع.
لقد تم وضع نظرية مفادها أن هذه الرغبة الشديدة قد تكون من أجل استبدال العناصر الغذائية المفقودة خلال غثيان الصباح. ومع ذلك، هناك أدلة قوية على أن الرغبة الشديدة في الحمل تخدم وظيفة اجتماعية، وليست وظيفة تغذوية. لأن الرغبة الشديدة في الحمل تختلف في التركيب الغذائي من ثقافة إلى ثقافة، يمكن إستنتاج أنه لا توجد مجموعة من الأحتياجات الغذائية التي تملأ هذه الرغبة الشديدة. بدلا من ذلك، قد يكون من خلال الرغبة الشديدة الغريبة مساعدة النساء الحوامل على الإشارة إلى أنهن حوامل والحصول على المساعدة من الأشخاص المحيطين بهن. بعض الأدلة اللائقة على ذلك هي حقيقة أن النساء غالبا ما يعانوا من ها المرض، يصعب الحصول على الأطعمة ويرفضن مكانا عاديا، كل يوم. قد يكون تقديم العلاقات الحامل بالطعام شائعًا بين سلف الإنسان (هومو إيكتوس)،  والذي يقدم تفسيرًا محتملًا لتطور هذا السلوك.
تختلف الرغبة الشديدة في الطعام باختلاف الثقافات.
واحدة من العلاجات لغثيان الصباح تكون من الرغبة الشديدة في تناول الطعام والنفور منه.
هناك عادات للرغبة الشديدة في الطعام مستمدة من التاريخ والثقافة. بعض الأمثلة هي:
خلال فترة الحمل، تتبع نساء الهمونغ الرغبة الشديدة في طعامهن لضمان عدم ولادة طفل يعاني من تشوه.
في مالطة، يتم تشجيع المرأة الحامل على إرضاء شهوتها لأطعمة معينة، خشية أن يحمل طفلها الذي لم يولد بعد وحمة تمثيلية.
في التلمود البابلي، الورقة 82 أ من تراكتات يوما تذكر الرغبة الشديدة في الحمل لتناول الطعام غير الكوشر (القطعة تناقش امرأة حامل تتشوق للحم الخنزير في يوم الغفران) كمثال نموذجي لحالة مفترضة تهدد الحياة حيث يسمح للشخص بتناول الطعام الغير كوشر (ويسمح بتناوله في يوم الغفران).
في الفلبين، يُعتقد أن سمات الطعام التي تتوق إليها المرأة الحامل وتستهلكها تُنقل إلى الطفل. هذا يمتد أيضا إلى الأشياء أو الناس أن تجد هذه الأشياء ممتعة للمرأة خلال فترة الحمل.
في تايلاند، المرأة التي تبدأ في تناول الأطعمة الحامضة بعد توقف الحيض تعتبر حاملَا.

## الرغبة الشديدة في تناول الشوكولاتة
عشق (شغف) الشيكولاتة، تفصيلا: ينظر إلى الشيكولاتة كحلوي مرغوبة من النساء أكثر من الرجال. أجريت دراسات في المملكة البريطانية المتحدة، 7722960 و في أمريكا و كندا و توصلت إلى أنه بالطبع النساء تعشق الشيكولاتة أكثر من الرجال. أيضا يبدو أن عشق الشيكولاتة يحدث قبل فترة الطمث. و مع ذلك لا يوجد تفسير بيولوجي علمي تم إثباته. يبدو أنه يرجع لخلفيه ثقافية أكثر منه سبب بيولوجي تختبر النساء الاسبانيات عشق الشيكولاته في فترة ما قبل الطمث اقل من النساء الأمريكية (بنسبة 24% مقابل 60%) بالرغم من عدم اختلافهم فسيولوجيا تحب النساء الاسبانيات الشيكولاتة أكثر بعد وجبة العشاء الأوقات التي يعشق فيها الذكور الشيكولاتة تختلف بين كلا الثقافتين ولكنها لم تختلف عن الأوقات التي تعشق فيها النساء في كلا الثقافتين الشيكولاته (بإستثناء فترة ما قبل الطمث) معالجة الرغبة الشديدة في اكل الشيكولاتة، لرائحة الياسمين مفعول فعال